# Чоктавский язык

Современное распространение чоктавского языка

Чоктавский язык (самоназвание: Chahta) — мускогский язык, распространённый среди народности чокто, проживающей на юго-востоке США.
Чоктавский язык был распространён как лингва франка поселенцев границы в начале XIX века, причём среди владевших им были будущие президенты США Эндрю Джексон и Уильям Генри Гаррисон. Язык находится в близком родстве с чикасавским языком, причём некоторые лингвисты рассматривают их как два диалекта одного языка, хотя, по другим сведениям, носители языка чокто не понимают чикасо.
Старый чоктавский алфавит состоит из 21 буквы, двух дифтонгов и 4 назализованных гласных; современный алфавит содержит 26 знаков.
Чоктавский язык не содержит звуков, похожих на «р».

## Орфография
Чоктавская письменность основана на английской версии латиницы. Она возникла в рамках программы правительства США по «цивилизации» коренного населения в начале 1800-х гг. Существуют многочисленные проекты чоктавского алфавита, из которых наибольшее распространение получили следующие.

### «Старый алфавит»

Чоктавский алфавит-транслитерация из книги Chahta Holisso Ai Isht Ia Vmmona, 1800-е гг.

### Алфавит Байингтона/Суонтона

Чоктавский алфавит, приведенный в Choctaw Language Dictionary, автор — Cyrus Byington, позднее изменения в алфавит внёс John Swanton, 1909.

### Современный (миссисипский) алфавит

Современный чоктавский алфавит, используется ассоциацией Mississippi Band of Choctaw Indians.

### Современный (лингвистический вариант)

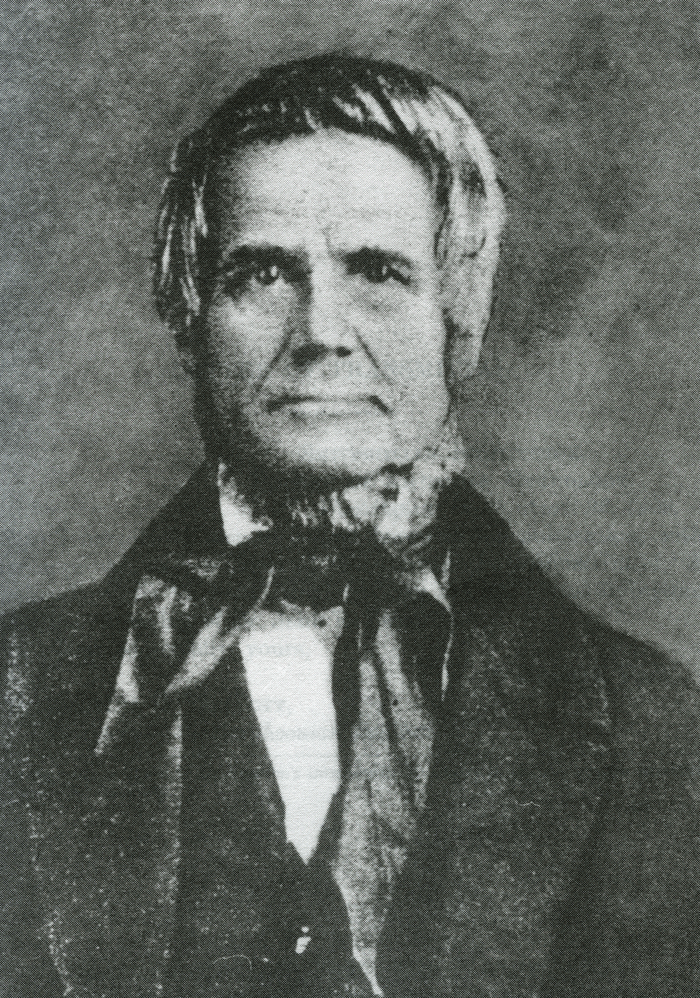
Преподобный Сайрус Байингтон работал примерно 50 лет над созданием чоктавско-английского словаря. Он проживал вместе с чоктавами в Миссисипи до их переселения на Индейские территории в Оклахоме.

Во многих публикациях лингвистов по чоктавскому языку используется слегка изменённый вариант «современной орфографии», где длинные гласные передаются удвоением буквы. В «лингвистической» версии акут передаёт положение акцента, а не длину гласного.
В этой статье используется «лингвистический» алфавит.

## Диалекты
В чоктавском языке имеется 3 диалекта (Mithun 1999): оклахомский (юго-восточная Оклахома), миссисипский (центральная Оклахома) и филадельфийский (ок. Филадельфии, штат Миссисипи).

## Фонология

### Согласные
|                         | Лабиальные | Альвеолярные | Постальвеолярные | Велярные | Гортанные |
| ----------------------- | ---------- | ------------ | ---------------- | -------- | --------- |
| Назальные               | m          | n            |                  |          |           |
| Плозивные               | p, b       | t            |                  | k        |           |
| Аффрикаты               |            |              | tʃ               |          |           |
| Фрикативные             | f          | s            | ʃ                |          | h         |
| Латеральные             |            | l            |                  |          |           |
| Латеральные фрикативные |            | ɬ            |                  |          |           |
| Аппроксиманты           |            |              | j                | w        |           |

В некоторых разновидностях орфографии используются символы š и č для /ʃ/ и /tʃ/; в других используются диграфы sh и ch. /j/ произносится <y>; кроме того, в большинстве современных орфографий используется диграф lh для обозначения бокового фрикативного ɬ.

### Гласные
|              | Передние  | Центральные | Задние    |
| ------------ | --------- | ----------- | --------- |
| Открытые     | i, iː, ĩː |             |           |
| Полузакрытые |           |             | o, oː, õː |
| Закрытые     |           | a, aː, ãː   |           |

В закрытых слогах [ɪ], [ʊ] и [ə] существуют как аллофоны /i/, /o/ и /a/. В орфографии назализованные гласные обычно передаются подчёркиванием гласного (напр., o̱ соответствует /õː/), а аллофон [ʊ] нередко пишется как <u>. В традиционной орфографии (используемой в чоктавском переводе Нового Завета) используется <v> и <u> для слабых аллофонов кратких /a/ и /o/, то есть [ə] и [ʊ]. В этой орфографии также используется <e> для передачи некоторых вариантов /iː/, и '' для прочих, а также <a>, '', и <o> для отображения как кратких, так и долгих фонем /a/, /i/ и /o/.

## Морфология и грамматика

### Глагольная морфология
Чоктавский глагол обладает богатой флективно-деривативной морфологией. В чоктавском языке категория глагола может также включать слова, которые в европейских языках относились бы к прилагательным или показателям количества. В начале глагола могут находиться до 3 префиксов, а в конце — до 5 суффиксов. Кроме того, глагольные корни могут содержать инфиксы, передающие категорию вида.

#### Глагольные префиксы
Глагольные префиксы можно разделить на три группы: согласовательные (лицо, число), аппликативы и анафоры (возвратность или взаимность действия). Они употребляются в следующем порядке:
Согласование-анафора-аппликативы-глагольная основа

##### Аффиксы согласования
Аффиксы согласования представлены в нижеследующей таблице. Почти все они — префиксы, только один (-li) является суффиксом.
|                | I         | II     | III              | N           |
| -------------- | --------- | ------ | ---------------- | ----------- |
| 1-е лицо ед.ч. | (-li)     | sa-    | am- / a-         | ak-         |
| 2-е лицо ед.ч. | ish-      | chi-   | chim- / chi-     | chik-       |
| 1-е лицо мн.ч. | il- / ii- | pi-    | pim- / pi-       | kil- / kii- |
| 2-е лицо мн.ч. | hash-     | hachi- | hachim- / hachi- | hachik-     |
| не маркируется | Ø         | Ø      | im / i-          | ik-         |

I, II и III являются нейтральными маркерами для трёх грамматических лиц. Некоторые авторы называют эти маркеры «агенс/пациеенс/датив» или «номинатив/аккузатив/датив».
Согласовательный маркер 1-го лица ед.ч. — /-li/, единственный суффикс среди согласовательных маркеров.
Использование маркеров I, II и III связано с довольно сложным набором условий. Переходные глаголы представляют собой наиболее предсказуемую парадигму. У типичного переходного активного глагола субъект (подлежащее) принимает маркер I, прямое дополнение — маркер II, а косвенное дополнение — маркер III.
Как показывает таблица выше, для третьего лица отсутствует согласование по числу и лицу. Рассмотрим следующие парадигмы:
1. Habli-li-tok «Я пнул его/её/это/их»
2. Ish-habli-tok «Ты пнул его/её/это/их»
3. Habli-tok «Он/она/оно/они пнули его/её/это/их»
4. Ii-habli-tok «Мы пнули его/её/это/их»
5. Hash-habli-tok «Вы пнули его/её/это/их»

1. Sa-habli-tok «Он/она/оно/они пнули меня»
2. Chi-habli-tok «Он/она/оно/они пнули тебя»
3. Habli-tok «Он/она/оно/они пнули его/её/их»
4. Pi-habli-tok «Он/она/оно/они пнули нас»
5. Hachi-habli-tok «Он/она/оно/они пнули вас»

1. Am-anoli-tok «Он/она/оно/они сказали мне»
2. Chim-anoli-tok Он/она/оно/они сказали тебе
3. Im-anoli-tok «Он/она/оно/они сказали ему/ей/им»
4. Pim-anoli-tok «Он/она/оно/они сказали нам»
5. Hachim-anoli-tok «Он/она/оно/они сказали вам»

Если у переходного глагола имеется более одного согласовательного префикса, то префикс I предшествует префиксам II и III:
1. Iichipísatok
Ii-chi-písa-tok
1 мн.ч. I-2 ед.ч. II-смотреть<ngr>-прош.вр.
«Мы видели тебя»
2. Ishpimanoolitok
Ish-pim-anooli-tok
2 ед.ч. I-1 мн.ч. III-сказать-прош.вр.
«Ты сказал нам»

В непереходных глаголах — более сложная парадигма согласования. Для непереходных глаголов субъекты активных глаголов обычно требуют согласования I типа, субъекты стативных глаголов — II типа, а тип III требуется для субъектов ряда глаголов «психологического» значения.
1. Baliililitok
Baliili-li-tok
бежать-1 лицо ед.ч. I-прош.вр.
«Я бежал»
2. Saniyah
Sa-niya-h
1 л. ед.ч. II-жирный-время
«Я жирный»
3. Aponnah
A-ponna-h
1 л. ед. ч. III-умелый-время
«Я умелый»

Такой тип морфологии обычно описывается как модель «актив-статив».

##### Отрицание
Ряд согласовательных маркеров, отмеченных выше как N, используются для отрицания. Отрицание имеет несколько разных маркеров, при этом согласовательный маркер, отмеченный I, в отрицательной конструкции заменяется на соответствующий маркер, обозначенный N, глагол появляется в удлинённой форме (см. ниже), а суффикс /-o(k)-/ следует за глаголом, при этом исчезает предшествующий конечный гласный. Факультативный суффикс /-kii/ может добавляться после /-o(k)-/.
Рассмотрим следующий пример:
Akíiyokiittook
Ak-íiya-o-kii-ttook
1 л. ед. ч. N-идти<lgr>-отриц.-отриц.-прош.
«Я не пошёл».		
Утвердительный вариант этой же фразы:
Iyalittook
Iya-li-ttook
идти-1 л. ед. ч. I-прош.
«Я пошёл».
Чтобы преобразовать приведённый пример в отрицательную форму, суффикс 1 лица ед. ч. /-li/ заменяется на префикс 1 лица ед. ч отр. /ak-/; корень глагола iya удлиняется и получает акцент — получается íiya; добавляется суффикс /-o/, конечный гласный группы iiya опускается, и добавляется суффикс /-kii/.

##### Анафорические префиксы
Рефлексив (возвратность) обозначается префиксом /ili-/, а взаимность — префиксом /itti-/:
Ilipísalitok
Ili-písa-li-tok
Возвратность-видеть<ngr>-1-е лицо ед.ч.-прош.вр.
«Я видел себя».

#### Глагольные суффиксы
Если глагольные префиксы обозначают связь между глаголом и его аргументы, то суффиксы охватывают более широку. семантическую сферу, включая информацию о валентности, модальности, времени и очевидности.
В нижеследующих примерах представлены модальные и временные суффиксы, как /-aachii/ — «irrealis» (примерно передаёт будущее время), /-tok/ — «прошедшее время», /-h/ — «времена по умолчанию»:
1. Baliilih
Baliili-h
бежать-время по умолчанию
«Она бежит».
2. Baliilaachih
Baliili-aachi-h
бежать-нерегулярность-время по умолчанию
«Она побежит».

Имеются также суффиксы, которые обозначают очевидность, или источник очевидности утверждения, как в следующей паре:
1. Nipi’ awashlihli.
Nipi’ awashli-hli 
мясо жарить-очевидность
«Она жарила мясо (я видел, как она делала это)».
2. Nipi’ awashlitokasha
Nipi’ awashli-tok-asha
мясо жарить-прош.-догадка
«Она жарила мясо (как я полагаю)»

Существуют также суффиксы, означающие, что предложение — вопросительное, восклицательное, повелительное:
1. Awashlitoko?
Awashli-tok-o
жарить-прош.вр.-вопрос
«Она пожарила это?».
2. Chahta’ siahokii!
Chahta’ si-a-h-okii
Чоктау 1 л.ед.ч. II-быть-время-воскл.
«Я — чоктау! (или: Безусловно, я — чоктау!)».

#### Глагольные инфиксы
К глагольным основам в чоктавском языке присоединяются различные инфиксы, обычно передающие глагольный вид (традиционно именуются «степени», «grades»):
| Наименование «степени» | Образование | Использование |
| ---------------------- | --- | --- |
| n-степень              | Инфикс n в предпоследнем слоге, ударение на этом слоге.                                                                                               | Дуратив (действие длится определённый промежуток времени).                                                                       |
| l-степень              | Фкцент на предпоследнем слоге, удлинение гласного слога, если он открыт.                                                                              | Перед несколькими распространёнными суффиксами, такими, как отрицание /-o(k)/ и переменные относительные маркеры /-cha/ и /-na/. |
| hn-степень             | Вставить новый слог /-hV/ после предпоследнего слога. V — назализованный вариант предшествующего согласного.                                          | Для передачи повторяемости действия, выраженного данным глаголом.                                                                |
| y-степень              | Вставить -Vyy- перед предпоследним слогом. | Для передачи замедленного начала действия.                                                                                       |
| g-степень              | Образуется удлинением предпоследнего гласного корня, с акцентом на пред-предпоследнем слоге, и геминацией согласного перед пред-предпоследним слогом. | Для передачи замедленного начала действия.                                                                                       |
| h-степень              | Вставить -h- после предпоследнего гласного в корне.                                                                                                   | Внезапное действие. |

Примеры, иллюстрирующие приведенные выше «степени»:
В следующем примере l-степень образуется при помощи суффиксов /-na/ «другой субъект» и /-o(k)/ «отрицание»:
… lowat táahana falaamat akíiyokiittook
lowa-t táaha-na falaama-t ak-íiya-o-kii-ttook
гореть-ss заверш.<lgr>-ds возврат-ss 1 л. ед. ч. N-идти<lgr>-отр-отр-длит. прош.
«… (школа) сгорела, и я не вернулся».
g-степень и y-степень обычно переводятся как «наконец сделал»:
1. Taloowah.
Taloowa-h 
петь-время
«Он пел».
2. Tálloowah
Tálloowa-h 
петь<ggr>-время
Он наконец запел.

hn-степень обычно переводится как «продолжать делать что-либо»:
Ohóbana nittak pókkooli’ oshtattook
Ohóba-na nittak pókkooli’ oshta-ttook
дождь<hngr>-ds день десять четыре-d-прош.
«Дождь продолжался сорок дней».
h-степень обычно переводится как «только что сделал» или «делал в течение краткого времени»:
Nóhsih.
Nóhsi-h 
спать<hgr>-время
«Он задремал ненадолго».

### Морфология имени

#### Именные префиксы
К именам присоединяются префиксы согласования с обладателем. Согласовательные маркеры класса 2 используются только для специфического класса существительных, включающего многие (но не все) термины родства и части тела. Этот класс обычно обозначается как «класс неотчуждаемой собственности» (inalienable):
1. sanoshkobo' «моя голова»
sa-noshkobo' 
1-е лицо-ед.ч.-II-голова
2. chinoshkobo’ «твоя голова»
chi-noshkobo’ 
2-е лицо-едч.-II-голова
3. noshkobo’ «его/её/их голова»
noshkobo’ 
голова
4. sashki’ «моя мать» 
sa-ishki’ 
1-е лицо-ед.ч.-II-мать
5. chishki’ «твоя мать»
chi-ishki’ 
2-е лицо-ед.ч.-II-мать.

Имена, для которых не предусмотрено согласование типа II, присоединяют маркеры типа III:
1. aki’ «мой отец»
a-ki’ 
1-е лицо-ед.ч.-III-отец
2. amofi’ «моя собака»
am-ofi’ 
1-е лицо-ед.ч.-III-собака.

Хотя в ряде языков для различий такого рода обычно используется термин «отчуждаемая/неотчуждаемая собственность», для чоктавского языка он не совсем правилен, поскольку отчуждаемость подразумевает семантическое различение типов существительных. Морфологическое различие между именами с согласовательными маркерами типов II и III в чоктавском языке лишь частично совпадает с семантическим понятием отчуждаемости.

#### Именные суффиксы
Чоктавские имена имеют в постпозиции различные определяющие и падежные суффиксы, как в следующих примерах, где встречаются определители /-ma/ «тот», /-pa/ «этот», /-akoo/ «противоположный», а также падежные суффиксы /-(y)at/ — номинатив и /-(y)a/ — аккузатив:
1. alla’ naknimat
alla’ nakni-m-at
ребёнок мужского пола-этот-номинатив
«этот мальчик (номинатив)»
2. Hoshiit itti chaahamako obiniilih.
Hoshi’-at itti’ chaaha-m-ako o-biniili-h 
птица-номинатив дерево высокий-этот-cntr:acc суперэссив-сидеть-показатель времени 
«Птица сидит на том высоком дереве (а не на низком)».

Последний пример показывает, что назализация последнего гласного после N — обычный способ образования аккузатива.

### Синтаксис и падежные маркеры
Наиболее простые предложения в чоктавском языке состоят из глагола и маркера времени, как в следующих примерах:
1. Obatok
Oba-tok
Дождить-прош.вр.
«Шёл дождь»
2. Niyah
Niya-h
Жирный-время
Он/она/оно — жирный/жирная/жирное.
«Они жирные»
3. Písatok
Písa-tok
Видеть<ngr>-прош.вр.
«Он/она/оно видел/а/о его/её/их».

Как видно из этих примеров, в чоктавском предложении наличие существительного не обязательно, и нет глагольного согласования с указанием на субъект или объект 3 лица. Нет указания на грамматический род, а для аргументов третьего лица нет указания на грамматическое число (однако есть несколько глаголов с супплетивными формами, обозначающими число субъекта или объекта, напр., iyah «идти (ед. ч.)», ittiyaachih «идти (дв. ч.)», и ilhkolih «идти» (мн. ч.)).
Когда имеется явный субъект, он обязательно маркируется номинативным падежом /-at/. Субъект предшествует глаголу:
Hoshiyat apatok. 
Hoshi'-at apa-tok 
птица-ном. есть-прош. 
«Птицы съели их».
При наличии явного субъекта он может (не обязательно) маркироваться как аккузатив /-a/:
Hoshiyat shoshi(-ya) apatok
Hoshi'-at shoshi'(-a) apa-tok
птица-ном. жук-(акк.) есть-прош
«Птицы съели жуков».
В чоктавском предложении глагол обычно находится в конце.
В ряде фраз определяемое находится в конце, имя обладателя предшествует имени обладаемого:
1. ofi' hohchifo' 
собака имя
«имя собаки»
2. tamaaha' bilika
город около
«около города».

## Лексика

### Распространённые фразы и слова
- «Чоктавы (народ)»: Chahta.
- «Привет!»: Halito!
- «До встречи!»: Chi pisa la chike!
- «Число»: holhtina / holhtini.
- Спасибо: Yakokí.
- «Как тебя зовут?»: Chi hohchifo yat nanta?
- «Меня зовут … »: Sa hohchifo yat …
- «Да»: a.
- «Нет»: kíyo.
- «Хорошо»: ohmi.
- «Не понимаю»: Ak akostiníncho.
- «Не знаю»: Ak ikháno.
- «Вы говорите на чоктавском?»: Chahta imanompa ish anompola hinla ho̱?
- «Что это такое?»: Yammat nanta?
- «Чероки»: Chalaki.
- «Чикасавы»: Chickashsha.
- «Семинолы»: Siminóli.
- «Крик/маскоги»: Maskóki.

### Числительные до двадцати
- 1: achoffa;
- 2: toklo;
- 3: tochchína;
- 4: oshta;
- 5: talhlhapi;
- 6: hannali;
- 7: otoklo;
- 8: otochchina;
- 9: chakkali;
- 10: pokkoli;
- 11: awahachoffa;
- 12: awahtoklo;
- 13: awahtochchina;
- 14: awahoshta;
- 15: awahtalhlhapi;
- 16: awahhannali;
- 17: awahotoklo;
- 18: awahuntochchina;
- 19: abichakkali;
- 20: pokkoli toklo.